# Johannes Kalitzke
Johannes Kalitzke (Keulen, 12 februari 1959) is een Duits dirigent en componist. Zijn muzikale carrière begon met een studie naar kerkmuziek (1974-1976). Daarna begon het pas echt met een studie aan Hochschule für Musik in Keulen van 1978 tot 1981. Hij belandde daarna bij het IRCAM in Parijs om elektronische muziek te studeren. Het begon zijn beroep uit te oefenen in 1984 als kapelmeester en later als chef-dirigent bij het theater in Gelsenkirchen. Vanaf 1979 beginnen de eerste werken van zijn hand te komen. In 1990 krijgt hij een prijs van de stad Keulen vernoemd naar de componist Bernd Alois Zimmermann. Hij gaf toen ook leiding aan de Musikfabrik, een muziekinstelling in Noordrijn-Westfalen. Hij heeft geen vast orkest “onder zich”, maar leeft van gastdirigentschappen en compositieopdrachten.

## Oeuvre
- Spiegelbild (1979) voor twee piano’s
- De Profundis (1980/86) voor kamerensemble
- Berceuse intégrale pour Hieronymus Bosch (1982/83) voor goot orkest en tape
- Macchina d’autunno (1982) – Fantasiestuk voor piano’s
- Trio Infernal (1985) – Gespenstermechanik in fünf Teilen für trio basso
- Rotationsetüde (1985/86) voor drie slagwerkers en tape
- Die Hundertjahrfeier der Nacht (1986) voor hoge stem en piano
- Jardins Paradoxaux (1986) – Adagio-Fragmente voor vijf instrumentengroepen en alt, tenor en tape
- Das Labyrinth der Lieder (1987) voor zangkwintet, orkest en computergeluiden
- Flucht im Gewölbe (1987) – altviool
- Tübingen, Jänner (1988) voor basfluit, cello en streepstem ad lib (tekst Paul Celan)
- Nachtschleife (1989) – Madrigaal voor zangsextet
- Bis zum äußersten Tor (1989–2006) voor zangstemmen (SATB), altviool, piano
- Kafka-Komplex (1989–2006) voor sopraan, alt, tenor, bas-bariton, tape en piano
- Salto, Trapez, Ikarus (1990) – Concert voor 13 instrumenten
- Bericht über den Tod des Musikers Jack Tiergarten (1991) – Szenische Moritat voor drie toneelspelers, twee zangers en 14 instrumenten
- Hände im Spiegel (1992/93) – Concert voor piano, orkest en elektronica met twee flankerende solisten (countertenor en bas/contrabasklarinet)
- Die Rückseite der Tage (1994) – Vier symfonische fragmenten voor groot orkest met tape en sopraan.
- Moliere oder die Henker der Komödianten (1994-97)  (opera)
- Chasse Royale (1995) – voor orkest
- Circus Frenzy (1995) – voor sopraan, bas-bariton en orkest
- Cruxification I (1997) – 4 koralen voor koor
- Cruxification II (1999) – idem voor orkest
- Schuberts Traum (1999)
- Six Covered Settings (1999/2000) voor Strijkkwartet
- Wind Stille Zeit (2001) voor koor, blaasorkest en elektornica
- „... mit gänzlich fremder ähnlichkeit“ (2002) – voor orgel
- Vier Toteninseln (2002/03)
- memoria (2003) voor 9 spelers en elektronica
- Inferno (2004) – Muziektheater naar toneelstuk van Peter Weiss
- Wanderers Fall (2005) – 10 Liederen op teksten van Walter Raffeiner
- Ortswechsel (2007) voor instrumenten, sopraan en elektronica, met film door Edgar Reitz

- Bibsys: 3048706
- Bibliothèque nationale de France: cb14626609c (data)
- CiNii: DA12270771
- Gemeinsame Normdatei: 119162318
- International Standard Name Identifier: 0000 0001 1007 1564
- Library of Congress Control Number: n85139926
- Nationale Bibliotheek van Letland: 000067257
- MusicBrainz: 924468a0-bb8c-4497-8ae3-9cac0eafe3e5
- Nationale Bibliotheek van Tsjechië: jx20051212008
- Nationale Bibliotheek van Israël: 987007592078305171
- Système universitaire de documentation: 08788562X
- Virtual International Authority File: 116713162
- WorldCat: E39PBJkdhfhvQbxmtgHJhMCRKd